# Championnat d'Amérique du Sud masculin de volley-ball des moins de 21 ans 2004
Navigation
Édition précédente Édition suivante
Le 17e championnat d'Amérique du Sud masculin de volley-ball des moins de 21 ans s'est déroulé en 2004 à Santiago du Chili, Chili. Il a mis aux prises les dix meilleures équipes continentales.

## Équipes présentes
- Argentine
- Bolivie
- Brésil
- Chili
- Colombie
- Équateur
- Paraguay
- Pérou
- Uruguay
- Venezuela

## Classement final
| Place              | Équipe    |
| ------------------ | --------- |
| Médaille d'or      | Brésil    |
| Médaille d'argent  | Argentine |
| Médaille de bronze | Venezuela |
| 4                  | Chili     |
| 5                  | Colombie  |
| 6                  | Paraguay  |
| 7                  | Pérou     |
| 8                  | Équateur  |
| 9                  | Bolivie   |
| 10                 | Uruguay   |